# District d'Antón
Le district d'Antón est l'une des divisions qui composent la province de Coclé, au Panama. Il a été fondé le 12 septembre 1855.

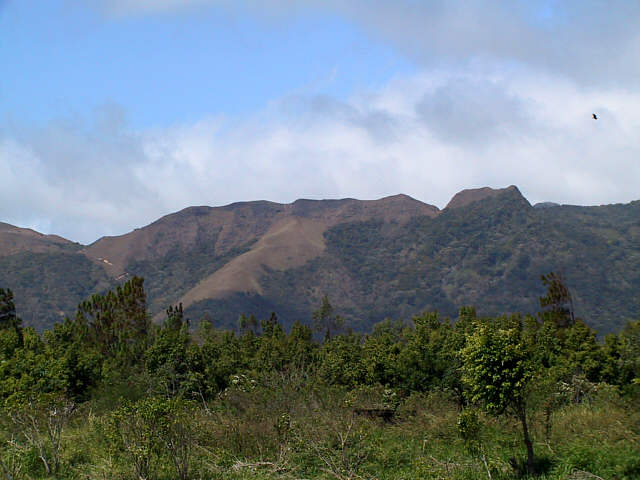
La montagne de l'India Dormida

## Crédit d'auteurs
- (es) Cet article est partiellement ou en totalité issu de l’article de Wikipédia en espagnol intitulé « Distrito de Antón » (voir la liste des auteurs).